# Maurice Schmidt
Maurice Leon Schmidt (* 13. August 1999 in Laichingen) ist ein deutscher Rollstuhlfechter der Startklasse A. Er ist mehrmaliger deutscher Meister und Paralympicssieger.

## Leben
Er wurde mit Dysmelie geboren, lebt in Aidlingen und studiert Umweltschutztechnik an der Universität Stuttgart.

## Karriere
Maurice Schmidt begann als Jugendlicher mit dem Rollstuhlfechten, nachdem er auf dem Böblinger Stadtfest zum ersten Mal damit in Kontakt kam. Er ficht für den SV Böblingen in allen Disziplinen (Säbel, Degen, Florett). 
2015 wurde er zweimaliger U17-Juniorenweltmeister und U23-Vizeweltmeister und dafür als Juniorsportler des Jahres im Behindertensport ausgezeichnet.
Er wurde insgesamt 23 Mal deutscher (Junioren-)Meister.
Bei den Sommer-Paralympics 2024 in Paris gewann er die Goldmedaille mit dem Säbel.

## Erfolge
- 2022: Vizeeuropameister Säbel
- 2022: 3. Platz Europameisterschaften Degen
- 2024: 3. Platz Europameisterschaften Degen
- 2024: Paralympicssieger Säbel